# Liste des ministres du Budget de la Communauté française de Belgique
Voici la liste des ministres du Budget de la Communauté française de Belgique depuis la création de la fonction en 1993.

## Titulaires
| Titulaire | Titulaire | Titulaire                            | Parti       | Mandat                                                          | Gouvernement                                                                              | Portefeuille ministériel |
| --------- | --------- | ------------------------------------ | ----------- | --------------------------------------------------------------- | ----------------------------------------------------------------------------------------- | --- |
| 1         |           | Éric Tomas (1948-)                   | PS          | 11 mai 1993 – 22 juin 1995 (2 ans, 1 mois et 11 jours)          | Onkelinx I                                                                                | Ministre du Budget, de la Culture et du Sport |
| 2         |           | Jean-Claude Van Cauwenberghe (1944-) | PS          | 22 juin 1995 – 22 juillet 1999 (2 ans, 1 mois et 11 jours)      | Onkelinx II                                                                               | Ministre du Budget, des Finances et de la Fonction publique                                                                                           |
| 3         |           | Robert Collignon (1943-)             | PS          | 22 juillet 1999 – 4 août 2000 (8 mois et 13 jours)              | Hasquin                                                                                   | Ministre du Budget, de la Culture et des Sports |
| 4         |           | Rudy Demotte (1963-)                 | PS          | 4 août 2000 – 15 juillet 2003 (3 ans, 3 mois et 11 jours)       | Hasquin                                                                                   | Ministre du Budget, de la Culture et des Sports |
| 5         |           | Michel Daerden (1949-2012)           | PS          | 15 juillet 2003 – 16 juillet 2009 (6 ans et 1 jour)             | Hasquin                                                                                   | Ministre du Budget |
| 5         | Arena     | Michel Daerden (1949-2012)           | PS          | 15 juillet 2003 – 16 juillet 2009 (6 ans et 1 jour)             | Vice-Président et Ministre du Budget et des Finances                                      | |
| 5         | Demotte I | Michel Daerden (1949-2012)           | PS          | 15 juillet 2003 – 16 juillet 2009 (6 ans et 1 jour)             | Vice-Président et Ministre du Budget, des Finances, de la Fonction publique et des Sports | |
| 6         |           | André Antoine (1960-)                | cdH         | 16 juillet 2009 – 22 juillet 2014 (5 ans et 6 jours)            | Demotte II                                                                                | Vice-Président et Ministre du Budget, des Finances et des Sports                                                                                      |
| 7         |           | André Flahaut (1955-)                | PS          | 22 juillet 2014 – 17 septembre 2019 (5 ans, 1 mois et 26 jours) | Demotte III                                                                               | Ministre du Budget, de la Fonction publique et de la Simplification administrative                                                                    |
| 8         |           | Frédéric Daerden (1970-)             | PS          | 17 septembre 2019 – 16 juillet 2024 (4 ans, 9 mois et 29 jours) | Jeholet                                                                                   | Vice-Président et Ministre du Budget, de la Fonction publique et de l'Égalité, chargé de la tutelle sur WBE                                           |
| 9         |           | Élisabeth Degryse (1980-)            | Les Engagés | Depuis le 16 juillet 2024 (7 mois et 27 jours)                  | Degryse                                                                                   | Ministre-présidente, chargée du Budget, de l'Enseignement supérieur, de la Culture, des Relations internationales et des Relations intra-francophones |